# Patricio Borghetti
Juan Patricio Borghetti Imérito (Buenos Aires, 5 de diciembre de 1973) es un actor y presentador de televisión argentino radicado en México.

## Biografía y carrera
A los 14 años, formó una banda de rock, llamada «Sur». A mediados de los noventa, Borghetti llegó a México, país en donde obtuvo su primer papel protagónico en la telenovela musical DKDA Sueños de juventud. También participó en El juego de la vida, y Rebelde. En diciembre de 2004, se casó con la actriz Grettell Valdez, con quien procreó un hijo en 2008 al que llamaron Santino. Dos años después de su nacimiento, se divorciaron. En 2006, realizó una colaboración musical con la cantante mexicana Yuridia, misma en la que le ayudó interpretando el tema «Eclipse Total del Amor» para su álbum «Habla el corazón». Desde 2011, mantiene una relación con la conductora Odalys Ramírez, con quien el 23 de marzo del 2016 tuvo una hija, a la que le pusieron como nombre Gia, y en 2019 un niño al que bautizaron como Rocco. Debutó como presentador de televisión en el programa matutino Venga la alegría.

## Discografía
- 2000: DKDA (Sueños de Juventud)
- 2002: Patricio Borghetti
- 2006: Eternamente

## Filmografía
- 3 familias (2017)..... Eleazar del Valle Borghetti
- Antes muerta que Lichita (2015-2016)..... Néstor Acosta
- Por siempre mi amor (2013-2014)..... Adrián San Román
- La mujer del Vendaval (2012-2013)..... Cristian Serratos
- Esperanza del corazón (2011-2012)..... Mariano Duarte
- Teresa (2010-2011).... Martín Robles Ayala
- Atrévete a soñar (2009-2010).... René Rodríguez
- Lola, érase una vez (2007).... Máximo Augusto de la Hoya
- S.O.S.: sexo y otros secretos (2007).... Santiago
- Amor mío (2007).... Javier
- Rebelde (2004-2006).... Enrique Madariaga
- Ángel rebelde (2004).... Juan Cuchillo
- El juego de la vida (2001-2002).... Patricio 'Pato' Fernández
- María Belén (2001).... Ángel
- DKDA Sueños de juventud (1999-2000).... Axel Harris
- 90 60 90 modelos (1996)
- Montaña rusa (1994)

### Reality shows
- La pesera del amor (2003)
- Big Brother VIP 3 (2004) - 10º eliminado
- Cantando por un sueño (2006)
- Parodiando (2011) imitando a Michael Jackson

### Programas de Televisión
- Venga la alegría (2017)